# Hannibal Hamlin
Hannibal Hamlin (Paris (Maine), 27 augustus 1809 – Bangor (Maine), 4 juli 1891) was een Amerikaans politicus en vicepresident.
Hamlin, een advocaat, begon zijn politieke loopbaan als Democraat, maar stapte als overtuigd tegenstander van de slavernij in 1856 over naar de Republikeinse Partij. Hij was lid van het Huis van Afgevaardigden (1843-1847) en van de Amerikaanse Senaat (1848-1857 en 1857-1861) voor de staat Maine. Tussendoor was hij in 1857 korte tijd gouverneur van deze staat.
In 1860 werd hij door de Republikeinen aangeduid als kandidaat voor het vicepresidentschap, een functie die hij uitoefende van 1861 tot 1865 tijdens de eerste ambtstermijn van president Abraham Lincoln. Hij besteedde maar weinig tijd aan het voorzitten van de plenaire vergaderingen van de Senaat, maar was wel een grote voorstander van de oorlog tegen de Geconfedereerde Staten van Amerika om de slavernij af te schaffen. In 1864 nam de toen 55-jarige vicepresident dienst op een oorlogsschip in zijn thuisstaat Maine, waarop hij twee maanden lang fungeerde als kok. Tot Hamlins ontgoocheling nam Lincoln in 1864 Andrew Johnson als running mate.
Hamlin werd herkozen in de Senaat in 1869 en diende nog twee termijnen. Hij was in 1881-1882 ambassadeur in Spanje.
Hij overleed op 4 juli 1891, de dag van de onafhankelijkheid, op 81-jarige leeftijd.
Adams ·
Jefferson ·
Burr ·
Clinton ·
Gerry ·
Tompkins ·
Calhoun ·
Van Buren ·
R.M. Johnson ·
Tyler ·
Dallas ·
Fillmore ·
King ·
Breckinridge ·
Hamlin ·
A. Johnson ·
Colfax ·
Wilson ·
Wheeler ·
Arthur ·
Hendricks ·
Morton ·
Stevenson ·
Hobart ·
Roosevelt ·
Fairbanks ·
Sherman ·
Marshall ·
Coolidge ·
Dawes ·
Curtis ·
Garner ·
Wallace ·
Truman ·
Barkley ·
Nixon ·
L.B. Johnson ·
Humphrey ·
Agnew ·
Ford ·
Rockefeller ·
Mondale ·
Bush ·
Quayle ·
Gore ·
Cheney ·
Biden ·
Pence ·
Harris ·
Vance
- Gemeinsame Normdatei: 119226480
- International Standard Name Identifier: 0000 0000 7375 279X
- Library of Congress Control Number: n88070962
- National Archives and Records Administration: 131028860
- Nationale Bibliotheek van Israël: 987007277476005171
- SNAC: w6301vz1
- Biographical Directory of the United States Congress: H000121
- Virtual International Authority File: 67271157
- WorldCat: E39PBJrwQwXRQ9hYp4Q7vJG4MP